# Boris Artaud
Pour les articles homonymes, voir Artaud.
Boris Artaud, né le 26 mai 1990 à Marseille, est un tireur sportif français.

## Biographie
Il se classe à la troisième place en équipe à l'épreuve de vitesse olympique 25 m aux universiades de Kazan 2013 avec Thomas Delacourt et Clément Bessaguet.
Il remporte la médaille d'or en tir rapide au pistolet à 25 mètres par équipes et la médaille d'argent en tir au pistolet à 25 mètres par équipes aux Championnats du monde de tir 2018 à Changwon avec Clément Bessaguet et Alban Pierson.